# Monodacna knipowitschi
Monodacna knipowitschi is een tweekleppigensoort uit de familie van de Cardiidae. De wetenschappelijke naam van de soort is voor het eerst geldig gepubliceerd in 1966 door Logvinenko & Starobogatov.